# Моствилишки (Ошмянский район)
Моствилишки (бел. Мастві́лішкі) — деревня в Ошмянском районе Гродненской области Белоруссии. В составе Новосёлковского сельсовета.

## География
Ближайшие населённые пункты Козяны, Павловцы, Скобейки и др.
Рядом дорога Н-7107.

### Гидрография
Около реки Ошмянка.

## Этимология
Название одноименное, от двухосновного балтско-литовского имени Mast-vil'as. В литовской антропонимии известны соответствующие именные основы Mast- i Vil-.
Маста (Masto) и Вила (Willo, Wilo) — имена германского происхождения.
Ещё этнограф и языковед Евфимий Карский обращал внимание на то, что в латышской Курляндии, «большинство белорусских населенных мест заканчиваются на -ишки», позже в русле политики литовизации подобные топонимы на -ишки обозначили как «исторически балтийские» и даже «типично литовские». Тем временем минский исследователь Алехно Дайлида отмечает, что «в восточногерманских языках был расширен суффикс -isk-: таким порядком, так именованная «линия Сафаревича» (граница превосходства поселений с названиями на -ишки в Понеманье) не обязательно связана с балтами».

## История
Название деревни произошло от пана Войцеха Моствиллы, который владел этими местами с 1620 года. В 1747 году тогдашние владельцы Ежи Баронек и его жена Тереза (из Прушинских) подарили фольварк базилианскому монастырю в Борунах. Но в 1795 году Мосцвилишки (или только их часть) отмечаются как собственность Ошмянского регента Онуфрия Масевича.
В 1905 году в Ошмянском уезде Куцевичской волости Виленской губернии.
В 1940-1954 годах деревня являлась центром Моствилишковского сельсовета. До 2 декабря 1961 года деревня входила в состав Повяжинского сельсовета, до 12 ноября 1973 года — в состав Куцевичского сельсовета.

## Население

### Численность
- 2009 год — 177 человек

### Динамика
- 1999 год — 210 человек (перепись населения)
- 2009 год — 177 человек (перепись населения)[7]

## Достопримечательность
- Часовня. В 1795 году была сооружена часовня от ошмянского прихода, которая была упразднена во время репрессий после восстания 1863 года, а через три года и вовсе разобрана. Новая часовня основана в 1996 году, под нее было приспособлено здание бывшей пустующей школы. Часовню под титулом Пресвятой Девы Марии Остробрамской, Матери Милосердия, освятил Гродненский епископ Александр Кашкевич 15 ноября 1997 года.
- Памятник погибшим землякам[9].
- Недалеко заказник "Новосёлки".